# Warren (Texas)
Warren è un census-designated place (CDP) degli Stati Uniti d'America della contea di Tyler nello Stato del Texas. La popolazione era di 757 abitanti al censimento del 2010.

## Geografia fisica
Warren è situata a 30°36′46″N 94°24′38″W (30.612665, -94.410419).
Secondo lo United States Census Bureau, il CDP ha una superficie totale di 10,94 km², dei quali 10,92 km² di territorio e 0,02 km² di acque interne (0,19% del totale).

## Società

### Evoluzione demografica
Secondo il censimento del 2010, la popolazione era di 757 abitanti.

### Etnie e minoranze straniere
Secondo il censimento del 2010, la composizione etnica del CDP era formata dal 96,43% di bianchi, l'1,59% di afroamericani, l'1,06% di nativi americani, lo 0% di asiatici, lo 0% di oceanici, lo 0,13% di altre razze, e lo 0,79% di due o più etnie. Ispanici o latinos di qualunque razza erano lo 0,79% della popolazione.